# 아드리아누 파르다우
아드리아누 파르다우(포르투갈어: Antônio Adriano Antunes de Paula, 1987년 6월 13일 ~ )는 브라질 출신의 축구 선수이다.
2013년 대구 FC에 입단하여 2013 시즌 한 시즌 동안 활약하였다. K리그에서 등록명은 아드리아노2를 사용하였다